# 大戸緑地
大戸緑地（おおとりょくち）は、東京都町田市に所在する都立公園。

## 概要
2011年（平成23年）4月1日開園。計画面積は約1,239,000 m2のうち、約284,456.35m2が部分開園しているため、牛田地区・段木入地区の2エリアに分かれている。
指定管理者として、2011年4月から2016年3月まで東京都公園協会が、2016年4月から2023年3月まで西武・多摩部の公園パートナーズ（西武造園株式会社・西武緑化管理株式会社・特定非営利活動法人エヌピーオーバース・一般社団法人防災教育普及協会の共同事業体）が、2023年4月から多摩部の公園パートナーズ（西武造園株式会社・特定非営利活動法人エヌピーオーバース・一般社団法人防災教育普及協会・ミズノスポーツサービス株式会社の共同事業体）が管理運営に当たっている。
大戸緑地を拠点に活動する地元の「⼤⼾源流森の会」や管理者の東京都⻄部公園緑地事務所らが取り組む「大戸源流で森づくり 都民協働で公園予定地を活性化！」が2010年に手づくり郷土賞を受賞した。
2022年には公園予定地東側に存在した全国農業協同組合中央会の「JA全国教育センター」跡地を東京都が取得し、大戸緑地の拡張整備が今後進められる予定である。

## 施設
牛田地区
- 草地広場
- 池
- 大戸のおか
- 雪の里（ゆくのさと）
- 雨乞い場の碑
- トイレ
- 駐車場

段木入地区
- 段木入のおか
- 段木入の広場
- 山桜のおか

## 生物
- ユクノキ
- サクラ
- ヤマツツジ
- コナラ
- オオバギボウシ
- ニワゼキショウ
- ハス
- ムクゲ
- ヤブミョウガ
- ヤブラン
- ヤマユリ

## アクセス
草地広場隣に駐車場あり、入園料無料。
- 相原駅・橋本駅から神奈中バス・大戸行きで「ネイチャーファクトリー東京町田」下車。徒歩15分
- 町田ターミナルから町田市民バスまちっこ（町28系統、平日のみ）・ネイチャーファクトリー東京町田行きで「ネイチャーファクトリー東京町田」下車。徒歩15分